# Arolla
Arolla ist ein Ort in der französischsprachigen Schweiz. Er gehört zur Gemeinde Evolène im Bezirk Hérens des Kantons Wallis.

## Lage

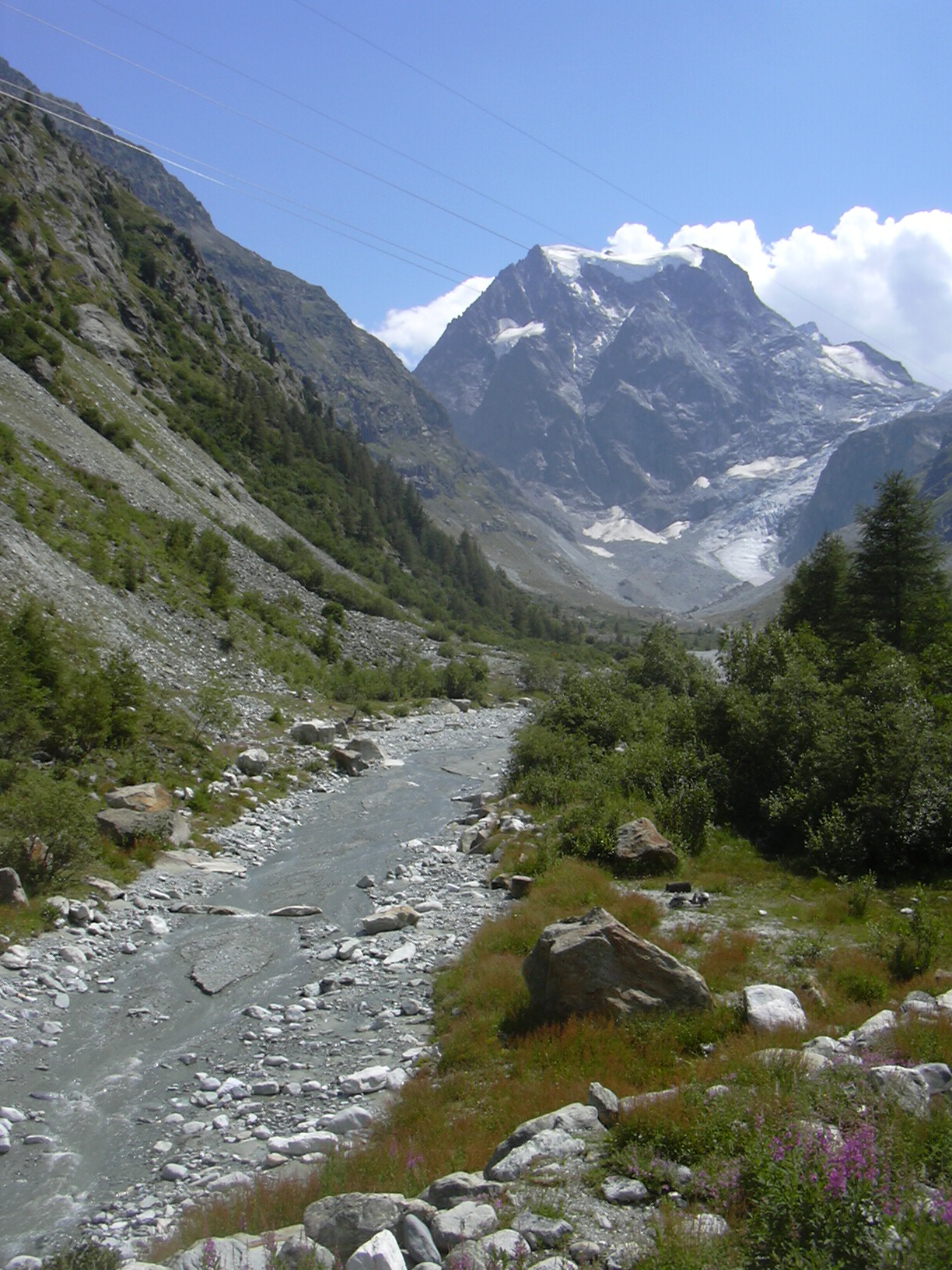
Im Tal der Borgne d’Arolla: Blick zum Mont Collon

Arolla liegt auf 1998 m ü. M. im oberen Talabschluss des Val d’Hérens, ca. 3,5 km nördlich des Arollagletscher-Systems rund um den Mont Collon (3637 m ü. M.). Umliegende Bergspitzen befinden sich auf 3'600 bis 4'000 m, nordwestlich liegen die Aiguilles Rouges d’Arolla (3646 m ü. M.), bekannte Gipfel im Südwesten sind der Pigne d’Arolla (3796 m ü. M.), der Mont Blanc de Cheilon (3870 m ü. M.) sowie La Ruinette (3875 m ü. M.). Südlich dieses vergletscherten Gebirgszugs der Walliser Alpen verläuft die Grenze nach Italien.
Im unteren Arollagletscher entspringt der südwestliche Quellfluss der Borgne, die Borgne d’Arolla, die sich bei Les Haudères mit der von Südosten zufliessenden, im Ferpècle-Gletscher entspringenden Borgne de Ferpècle vereinigt.

## Der Ort
Die schon im Mittelalter belegte Siedlung wurde im 19. Jahrhundert von Alpinisten entdeckt. 1865 wurde durch Jean Anzévui das Hotel Mont Collon erbaut, 1898 das Grand Hôtel et Kurhaus (Jean Gaspoz), 1911 durch Antoine Métrailler das Hôtel du Pigne, 1912 das Hotel Victoria (heute Aiguille de la Tsa, Erbauer: Antoine Forclaz und die Brüder Follonier) und 1935 das Hôtel du Glacier (Jean Anzévui). Nach dem Bau der Zufahrtsstrasse durch die Kraftwerkgesellschaft Grande Dixence anfangs der 1960er Jahre wurde Arolla als Tourismusort bekannter: Ferienappartements und Skilifte wurden gebaut. Heute wird der abseits des Massentourismus gelegene idyllische Ort im Sommer von Wanderern, Bergsteigern und im Winter von Skifahrern, Skitouristen, Langläufern und Schneeschuhwanderern besucht. 1963 wurde im Quellgebiet der Borgne d’Arolla (Wanderparkplatz zu den Gletschern) ein Pumpwerk angelegt, das den Bach in das 420 km² Fläche umfassende Einzugsgebiet des weltweit fünfthöchsten Staudamms der Grande Dixence einbindet; diese Wasserkraftanlage mit einem 100 km langen unterirdischen Stollennetz sammelt das Wasser aus über 50 Gletschern zwischen der Mischabel-Gruppe und dem Mont Gelé. Der Zuleitungsstollen von Arolla in die 24 km lange Hauptleitung ist 312 m lang.

## Zufahrt
Bis in die Mitte des 20. Jahrhunderts hinein war Arolla ab Les Haudères nur auf einem Maultierpfad erreichbar; noch 1959 war die Strecke nur mit dem Jeep befahrbar.
Die Kraftwerkgesellschaft «Grande Dixence» errichtete 1960 bis La Gouille eine neue Strasse und baute von dort aus das Strässchen für Lastwagen aus. 1968 wurde die Strasse erstmals auch in der Wintersaison geöffnet; in den folgenden Jahren wurden zum Schutz der Strasse vor Lawinen zahlreiche Galerien errichtet.
Arolla ist mit dem Postauto von Sitten aus in rund achtzig Minuten erreichbar.

## Post

Im Vordergrund die Poststelle, im Hintergrund das Hôtel de la Poste (Foto ca. 1960)

Die Postgeschichte von Arolla beginnt um 1900: Damals fragten die lokalen Hoteliers bei der Kreispostdirektion Lausanne an, ob diese im Ort ein Postdepot eröffnen könne. Daraufhin wird im Juni desselben Jahres ein kleines Postlager eingerichtet. Damals wurde dieses von Pierre Fauconnet verwaltet, der zugleich den Postverkehr zwischen Arolla und dem Dorf Haudères gewährleistet. Da der Tourismus stark zunahm, gewann die Verbindung rasch an Bedeutung. Die Post zwischen den beiden Orten wurde bis 1950 auf dem Rücken von Mauleseln transportiert. In diesem Jahr wurde eine Strasse gebaut, seither ist ein schnellerer Postverkehr sichergestellt.
Das erste eigentliche Postlokal, das ab 1921 den Status eines Postbüros hat, befand sich zwischen 1910 und 1965 in einem Gebäude, das als «Bazar de la Poste» bezeichnet wird. Aufgrund der weiteren Entwicklung – vor allem des winterlichen Tourismus – eröffnet Posthalter Joseph Pralong 1965 ein neues, grösseres Postlokal. Gleichzeitig wurden die neuen Telefon- und Telegrafenstationen eingeweiht. Die Post von Arolla ist eine der höchstgelegenen Poststellen der Schweiz.

## Sommersport

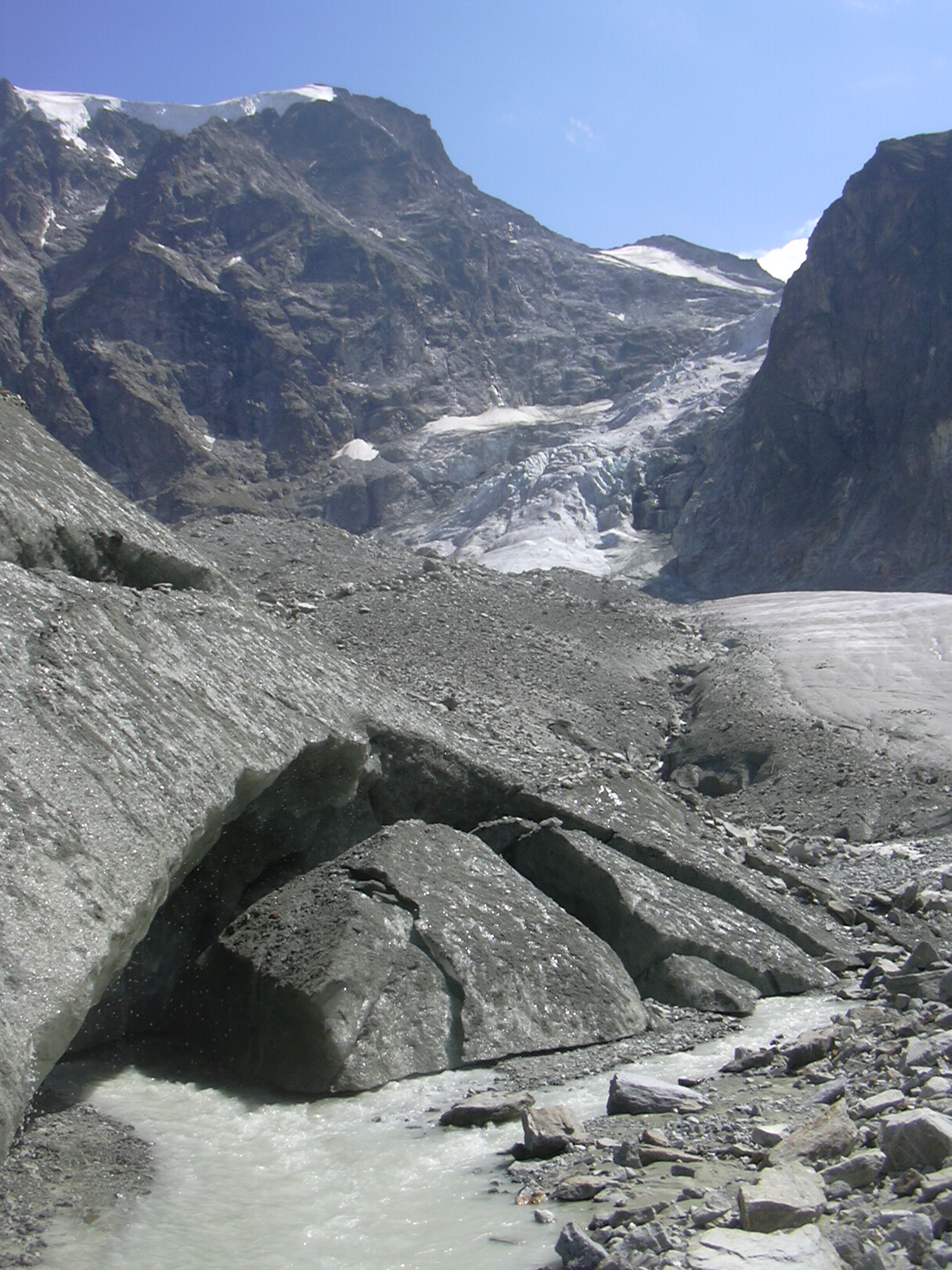
Unterer Arollagletscher: Quelle der Borgne d’Arolla

Im Sommer ist Arolla bekannt als Ausgangsort für Bergwanderungen und Klettertouren.
- Lac Bleu und Cabane des Aiguilles Rouges[2]
- Etappenort des Fernwanderwegs Nr. 6 Alpenpässe-Weg zu Lac des Dix und Cabane des Dix
- Unterer und Oberer Arollagletscher mit Gletscher-Querungen und Besteigungen.
- Fernwanderung: Tour du Cervin (in etwa einer Woche rund ums Matterhorn)
- Fernwanderung: Tour du Val d’Hérens
- Etappenort der bekannten Haute Route von Zermatt nach Chamonix

## Wintersport
Die Skigebiete reichen von 2000 bis auf 3000 m. Arolla besitzt 5 Skilifte und 47 km Skipisten. Die bekannte Skirennfahrerin Chantal Bournissen wurde in Arolla geboren.
Arolla ist Etappenort der berühmten Haute Route von Zermatt nach Chamonix und Ausgangspunkt für zahlreiche Skitouren.
Für Langläufer wird die «schönste Loipe des mittleren Wallis» vom Dezember bis ca. Ostern gespurt. Sie führt von Satarma über Arolla bis zum Ende des unteren Arollagletschers dem Fluss Borgne entlang (ca. 10 km).